# منتخب اليونان لكرة القدم للسيدات
منتخب اليونان لكرة القدم للسيدات (باليونانية: Εθνική ομάδα ποδοσφαίρου της Ελλάδας)‏ هو الممثل الرسمي لدولة اليونان في رياضة كرة القدم النسائية ويديره الاتحاد الإغريقي لكرة القدم والذي تأسس في عام 1926، ثم انضم إلى الإتحاد الدولي لكرة القدم في 1927، وبعدها إنضم إلى الاتحاد الأوروبي لكرة القدم في 1954م.
يلعب الفريق مباراياته الرسمية على ملعب كارايسكاكيس والذي يتسع لحضور 33,296 ألف متفرج.

## سجل كأس العالم
| نهائيات كأس العالم | نهائيات كأس العالم | تصفيات كأس العالم | تصفيات كأس العالم | تصفيات كأس العالم | تصفيات كأس العالم | تصفيات كأس العالم | تصفيات كأس العالم | تصفيات كأس العالم | تصفيات كأس العالم |
| السنة              | النتيجة            | Pld               | فاز               | تعادل*            | خسر               | له                | عليه              | فرق               |                   |
| ------------------ | ------------------ | ----------------- | ----------------- | ----------------- | ----------------- | ----------------- | ----------------- | ----------------- | ----------------- |
| 1991               | لم يشارك           | -                 | -                 | -                 | -                 | -                 | -                 | -                 |                   |
| 1995               | لم يتأهل           | 4                 | 0                 | 0                 | 4                 | 1                 | 15                | −14               |                   |
| 1999               | لم يتأهل           | 6                 | 1                 | 1                 | 4                 | 8                 | 18                | −10               |                   |
| 2003               | لم يتأهل           | 6                 | 1                 | 0                 | 5                 | 7                 | 19                | −12               |                   |
| 2007               | لم يتأهل           | 8                 | 0                 | 0                 | 8                 | 2                 | 28                | −26               |                   |
| 2011               | لم يتأهل           | 8                 | 3                 | 0                 | 5                 | 11                | 20                | −9                |                   |
| 2015               | لم يتأهل           | 10                | 1                 | 0                 | 9                 | 6                 | 49                | −43               |                   |
| 2019               | لم يتأهل           | 3                 | 2                 | 0                 | 1                 | 8                 | 2                 | +6                |                   |
| الاجمالي           | 0/8                | 45                | 8                 | 1                 | 36                | 43                | 151               | −108              |                   |

*تشمل التعادلات مباريات خروج المغلوب التي تم تحديدها في ركلات الجزاء.